# Al-Bireh
Al-Bireh, al-Birah o el-Bira (àrab: البيرة, al-Bīra), també coneguda històricament com a Castrum Mahomeria, Magna Mahomeria, Mahomeria Major, Birra o Beirothah, és una ciutat palestina de la governació de Ramal·lah i al-Bireh, a Cisjordània, adjacent a Ramal·lah a la zona central de Cisjordània, uns 15 quilòmetres al nord de Jerusalem. Segons l'Oficina Central Palestina d'Estadístiques tenia 48.887 habitants el 2016. Està situada a 860 metres sobre el nivell del mar en la cadena muntanyenca central que travessa aquest territori i compta amb una superfície de 22.4 quilòmetres quadrats. A causa de la seva ubicació, Al Bireh ha estat un punt clau entre les rutes comercials que van de nord a sud, particularment entre Jerusalem i Nablus.

## Història
A principis del segle xix, Edward Robinson va creure que Al Bireh era la localitat bíblica de Beeroth, però els acadèmics contemporanis consideren que Beeroth es localitzava a Kh. el-Burj, prop de Beit Iksa.
Claude Reignier Conder i altres autors l'han identificat amb la Beirothah de les cròniques samaritanes.

### Època de les Croades

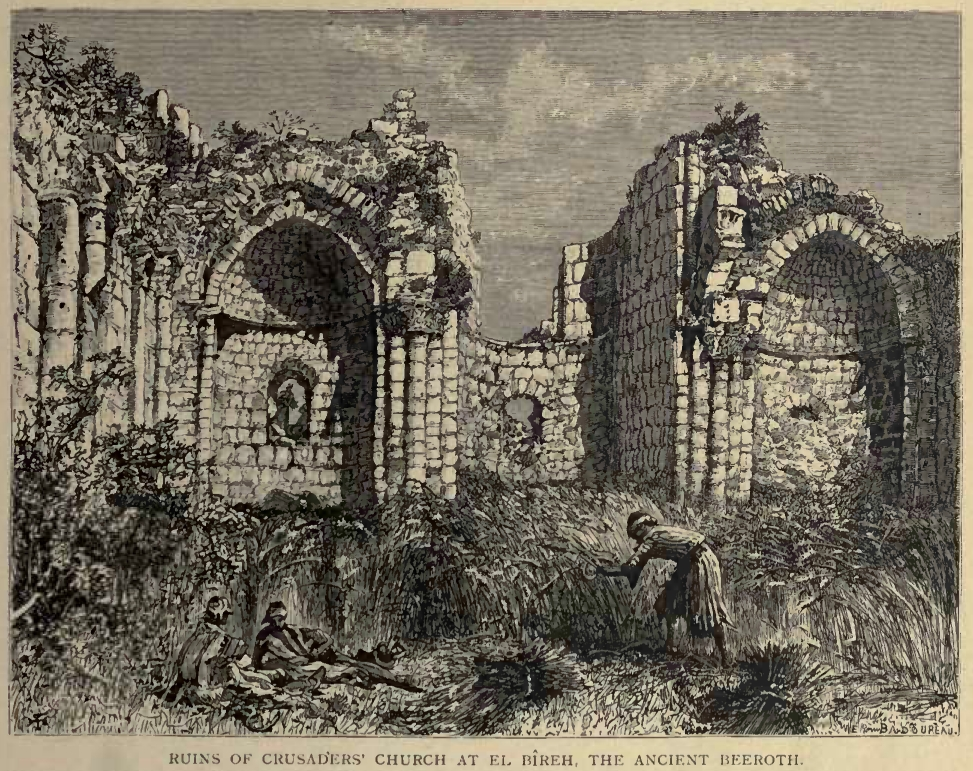
Església de l'època de les Croades a Al-Bireh, aprox.1881.

Els Croats van capturar la ciutat i la renombraron com Birra. També va rebre el nom de Castrum Mahomeria, Magna Mahomeria o Mahomeria Major. Va ser un dels 21 pobles atorgats pel rei Jofré a l'Església del Sant Sepulcre com a feu. En 1114, la entrega va ser confirmada pel rei Balduí I de Jerusalem.
En 1156, 92 persones de Mahomeria van jurar fidelitat a l'Església del Sant Sepulcre, i 50 noms més es van afegir a la llista en les següents tres dècades. Per tant, es calcula que el total de la població franca per aquella època era d'entre 500 i 700 persones.
Els croats construïren un castell, una iglesia y un hospicio allí. Aquests dos últims van ser construïts pels Cavallers Templers en 1146 i pertanyien a l'Església del Sant Sepulcre. Després de la batalla de Hattin en 1187, les forces aiúbides de Saladí van expulsar els croats de tota la Palestina interior, inclosa Birra, i van demolir per complet la ciutat. Yaqut al-Hamawí va esmentar haver vist les ruïnes en diverses ocasions durant els seus viatges per la zona. Prop del final del domini ayubí, en 1280, la ciutat actual d'Al-Bireh ja es trobava habitada. Els ayubíes van construir una mesquita dedicada a Úmar ibn al-Khattab adjacent a les ruïnes de l'anterior església. S'hi ha trobat restes de ceràmica de l'època croada i aiúbida.

### Època Otomana
En 1517, els otomans van incorporar el poble d'el-Bireh (denominat en aquells dies Bira al-Kubra) al seu imperi juntament amb la resta de Palestina i, en 1596, apareixia en els registres d'impostos otomans com una nàhiya o subdistricte d'al-Quds, al liwà o districte homònim. Tenia una població de 45 famílies musulmanes i pagava impostos sobre blat, ordi, oliveres, fruiteres, ingressos ocasionals, cabres i/o ruscs.

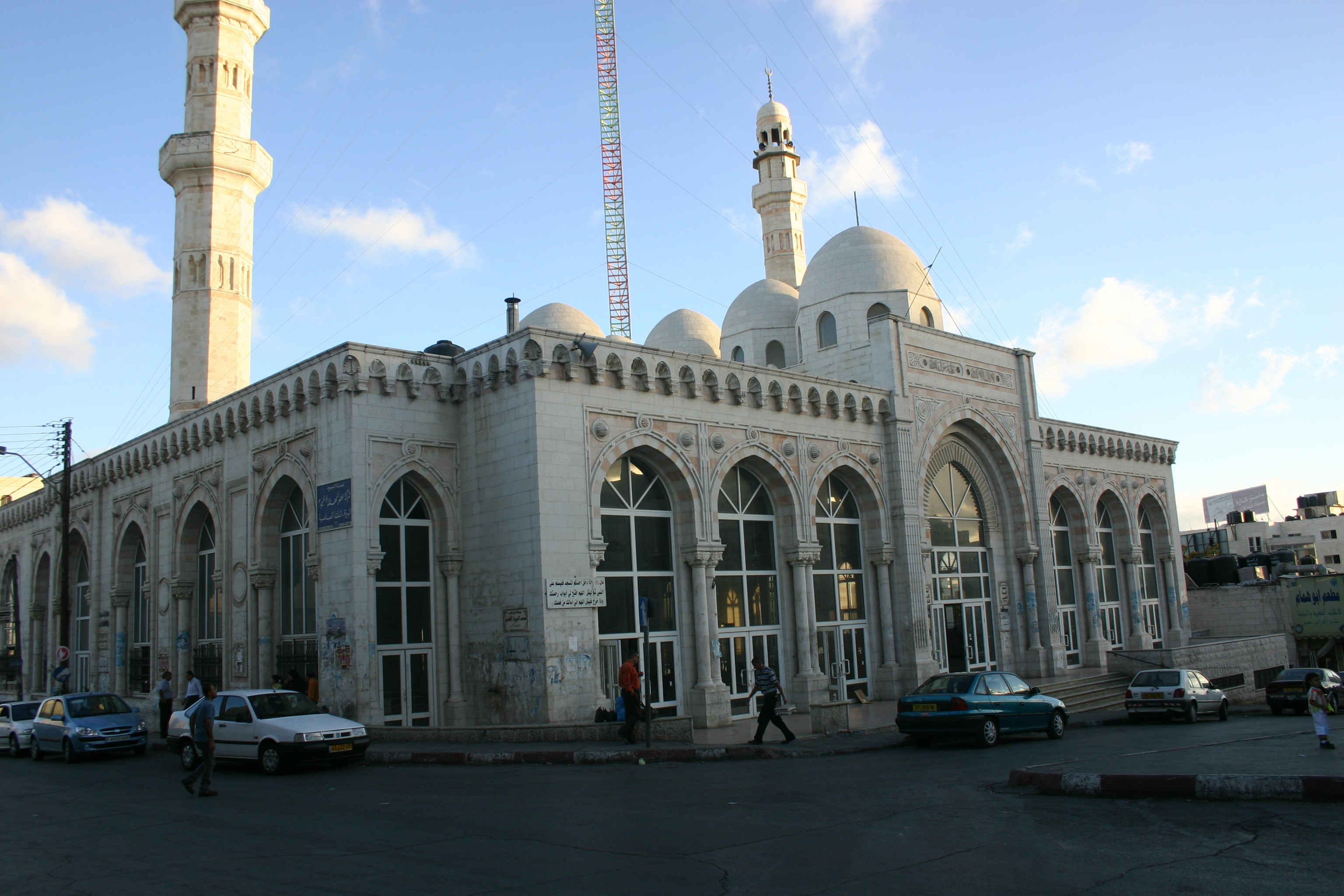
Mesquita d'Al Bireh

En la primavera de 1697, Henry Maundrell va albirar les restes d'una església, la construcció de la qual va atribuir a l'Emperadriu Helena, en el poblat del Bireh, al que ell va anomenar Beer.
Després de revolta àrab de Palestina de 1834, les autoritats otomanes van reclutar a molts homes d'Al-Bireh com a soldats. En 1838, quan Robinson va visitar el poble, uns 60 homes havien estat convertits en soldats d'un total de 700 habitants.
Quan l'explorador francès Victor Guérin va visitar el llogaret en 1863, va anotar que en ella vivien 800 persones. En 1883 el Survey of Western Palestine del Fons per a l'Exploració de Palestina va descriure Al-Bireh com una vila de bona grandària amb cases «força ben construïdes.»
Fins a 1917, la ciutat va exercir de centre polític i administratiu de l'Imperi Otomà.

### Mandat Britànic de Palestina
En el cens de Palestina de 1922, dut a terme per les autoritats del Mandat Britànic, Al-Bireh tenia 1.479 habitants, 1.407 musulmans i 72 cristians. La seva població havia crescut en el cens de Palestina de 1931, any en el qual Al-Bireh tenia 2.292 habitants que vivien en 541 cases, 2044 d'ells classificats com a musulmans i 248 com a cristians.
En el cens de 1945, la població d'Al-Bireh era de 2.920 habitants. L'Al-Bireh urbana tenia una superfície de 967 dúnams (96,7 hectàrees), mentre que la superfície de l'Al-Bireh rural era de 22.045 dúnams (2.204,5 hectàrees) segons una enquesta oficial de terra i població. D'aquests dúnams, 5.162 eren per a plantacions i terra de rec, 11.226 s'usaven per a cereals i 759 eren considerats sòl urbanitzat.

### Ocupació jordana
Al-Bireh havia de formar part de l'estat àrab de Palestina segons la resolució 181 de les Nacions Unides, que va declarar la partició del Mandat Britànic de Palestina en dos estats: un d'àrab i un de jueu. A la conclusió de la guerra araboisraeliana de 1948, Al-Bireh i tota Cisjordània van quedar sota ocupació militar jordana.

### Ocupació israeliana
El 6 de juny de 1967, el exèrcit israelià va ocupar la ciutat en el context de la Guerra dels Sis Dies. El cens dut a terme immediatament després de la seva conquesta per part de les autoritats israelianes fixava la població de Bira (al Bireh) en 9.674 persones, a les quals calia sumar 3.363 més en un campament de refugiats situat a la pròpia ciutat.

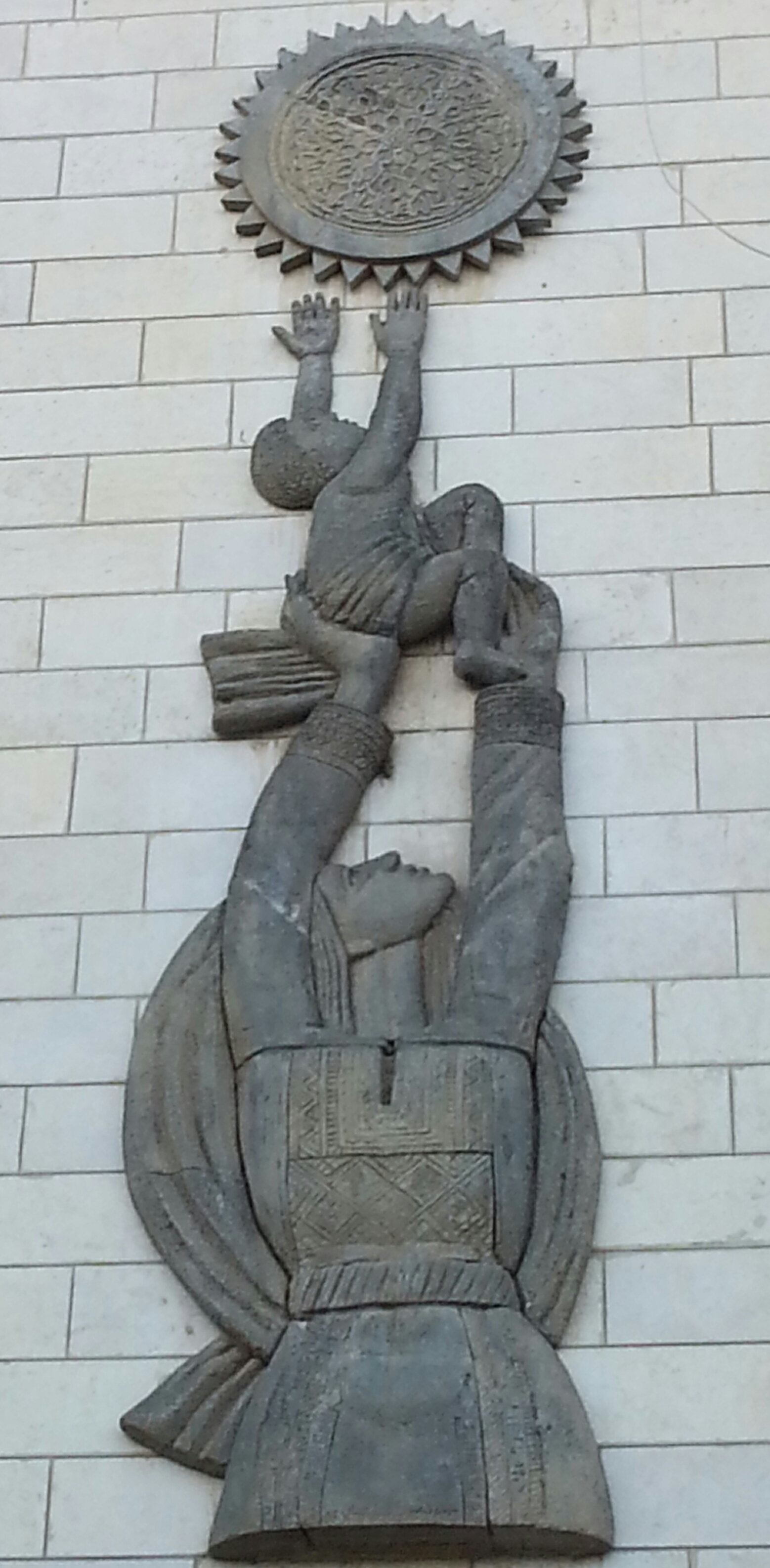
Mural en Al Bireh

En 1994, l'administració de la ciutat va passar a les mans de l'Autoritat Nacional Palestina com a conseqüència dels Acords d'Oslo, malgrat la qual cosa tota Palestina segueix estant considerada avui dia com a territori ocupat israelià. El 16 de gener de 1995 van tenir lloc a Al Bireh, juntament amb altres ciutats palestines, protestes i manifestacions contra els assentaments israelians, considerats il·legals pel dret internacional. El 30 de desembre d'aquest mateix any, Yasser Arafat, durant una visita a Ramal·lah, va declarar a aquesta ciutat i a Al Bireh ciutats alliberades. El 25 de setembre de 1996, uns 400 palestins van resultar ferits en enfrontaments amb forces israelianes, la majoria d'ells a Al Bireh i al voltant de la Tomba de Raquel, a Betlem.

## Demografia

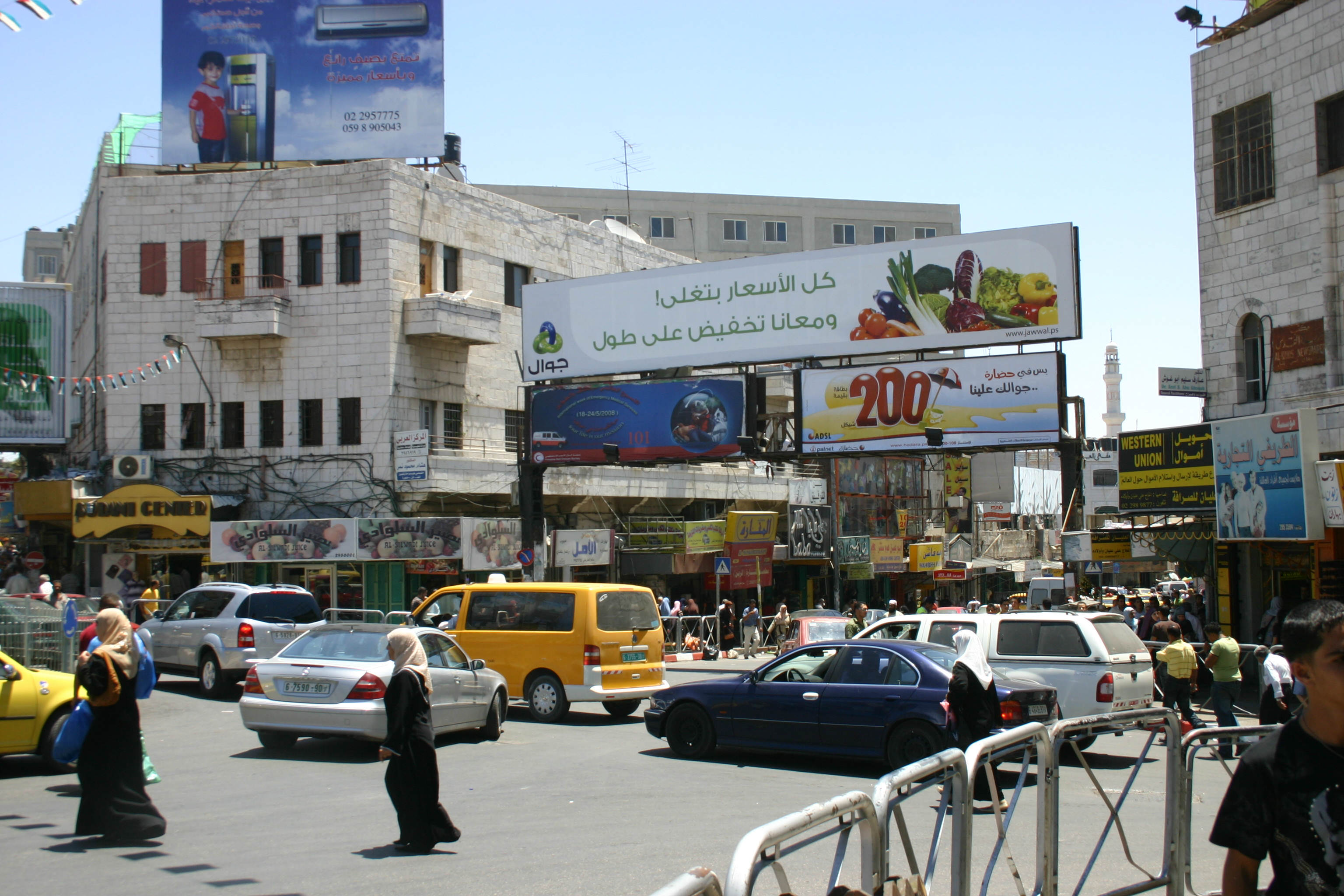
Plaça Manarah, Al Bireh

El cens dut a terme per l'Oficina Central d'Estadístiques de Palestina en 1997 va establir la població de la ciutat en 27.856 habitants, dels quals la distribució per sexes era exactament igual entre homes i dones. La majoria dels seus habitants eren refugiats palestins, suposant un 55,4% del total de la població. En el cens de 2007 hi havia 38.202 persones vivint a la ciutat. Els cinc clans principals a la ciutat d'Al Bireh sónː Quraan, Abed, Hamayyel, Tawil i Karakra. Els Rafidi, una família cristiana, fou acceptada en el clan dels Tawil.

### Evolució històrica
| 1838 | 1922  | 1931  | 1945  | 1967  | 1997   | 2007   |
| ---- | ----- | ----- | ----- | ----- | ------ | ------ |
| 700  | 1.479 | 2.292 | 2.920 | 9.674 | 27.856 | 38.202 |

## Govern

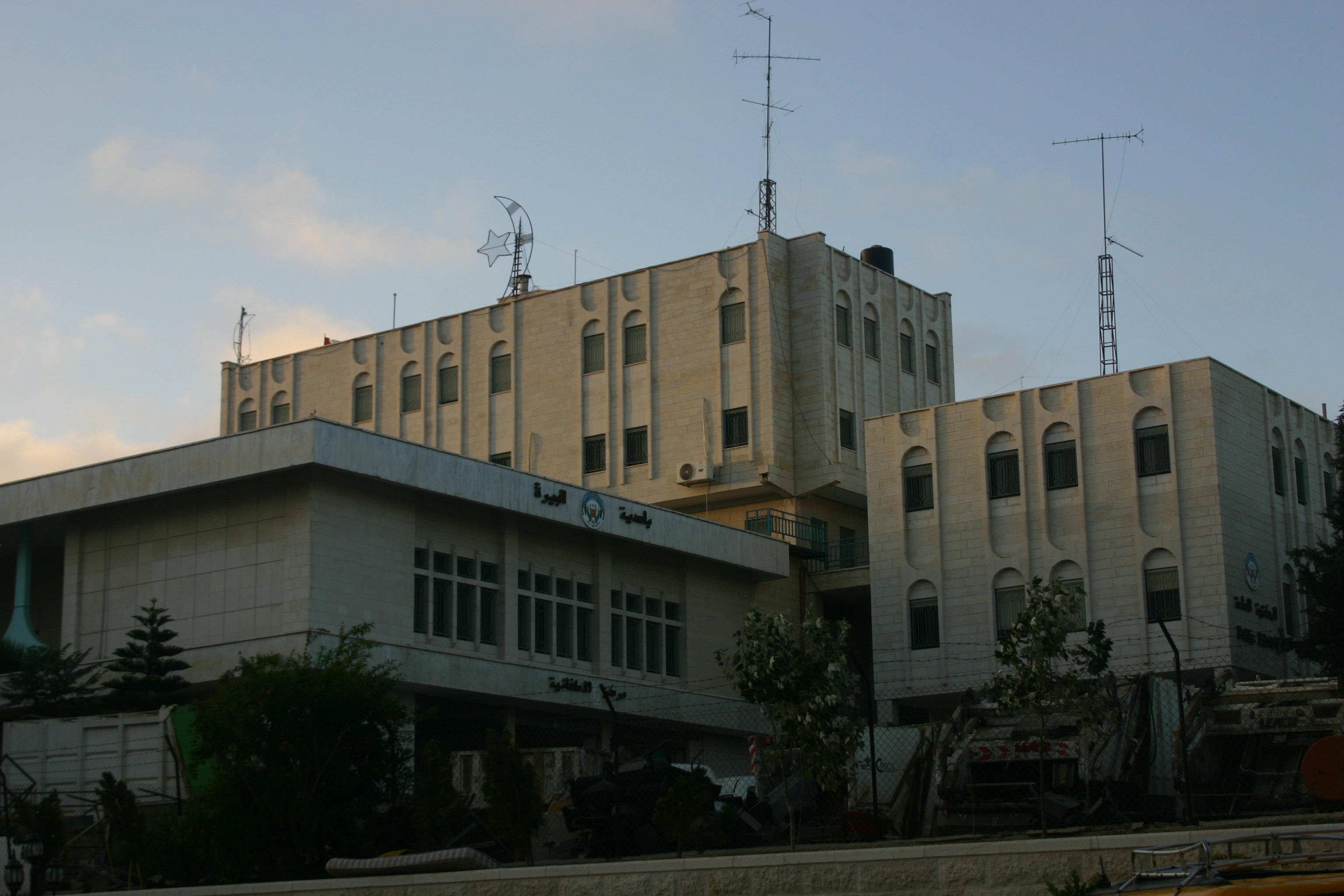
Ajuntament d'Al Bireh

Al Bireh va establir un ajuntament encapçalat per l'alcalde Eid Musa en 1928, sota el Mandat Britànic de Palestina. Vuit alcaldes més han passat per l'ajuntament, bé mitjançant eleccions, bé per designació governamental. Entre els alcaldes més coneguts de la ciutat destaca Abdul Jawad Saleh, que va exercir durant els anys setanta fins a ser exiliat per Israel. Posteriorment es va convertir en un membre del comitè executiu de la OAP i en ministre d'agricultura de l'Autoritat Nacional Palestina. En 1982, Israel va instaurar una administració civil, encara que en 1986 va nomenar un alcalde àrab, Hassan al-Tawil. En 1988, després de dos anys de mandat i amb la majoria de la població en contra seva, quan havia rebut diverses cartes demanant-li que dimitís i el seu propi fill l'hi havia sol·licitat, va ser apunyalat en sortir de la seva oficina, resultant ferit crític. En 1996, l'Autoritat Nacional Palestina va establir un ajuntament de 12 membres amb el xeic Jamal al-Tawil com a alcalde. En les eleccions municipals de 2005, la Llista per la Reforma i el Canvi, recolzada per Hamas, va guanyar 9 dels 15 llocs de l'ajuntament, quedant els 6 restants en mans d'independents. L'actual alcalde és Umar Hammayil.
Al Bireh està situada a la Zona A, sota complet control de l'Autoritat Nacional Palestina. Al Bireh és el segon major centre administratiu de Palestina, solament després de la ciutat de Gaza. A més de les oficines del governador, també s'hi troben un considerable nombre d'organitzacions governamentals, no governamentals i privades, inclosos els ministeris de Transport, Subministraments, Informació, Obres Públiques i Educació Superior, així com la Palestine Broadcasting Corporation i l'Oficina Central d'Estadístiques de Palestina. A causa de la seva proximitat amb Ramal·lah, ambdues ciutats conformen una sola demarcació per a les eleccions a l'Autoritat Nacional Palestina.